# Raukatjjauratj
Raukatjjauratj är en sjö i Jokkmokks kommun i Lappland och ingår i Piteälvens huvudavrinningsområde. Sjön har en area på 0,0884 kvadratkilometer och ligger 367,3 meter över havet.

## Delavrinningsområde
Raukatjjauratj ingår i det delavrinningsområde (734901-168495) som SMHI kallar för Utloppet av Kitajaure. Medelhöjden är 370 meter över havet och ytan är 4,96 kvadratkilometer. Det finns inga avrinningsområden uppströms utan avrinningsområdet är högsta punkten. Vattendraget som avvattnar avrinningsområdet har biflödesordning 4, vilket innebär att vattnet flödar genom totalt 4 vattendrag innan det når havet efter 134 kilometer. Avrinningsområdet består mestadels av skog (50 procent) och sankmarker (22 procent). Avrinningsområdet har 0,87 kvadratkilometer vattenytor vilket ger det en sjöprocent på 17,5 procent.